# Cardeñajimeno
Cardeñajimeno ist ein Ort und eine Gemeinde (municipio) mit 1.169 Einwohnern (Stand: 2024) im Zentrum der Provinz Burgos in der Autonomen Gemeinschaft Kastilien und León. 

## Lage und Klima
Die Gemeinde Cardeñajimeno liegt etwa sieben Kilometer ostsüdöstlich der Provinzhauptstadt Burgos in einer Höhe von ca. 922 m. Durch die Gemeinde führt der Río Arlanzón. Hier geht die Autovía A-1 in die Autopista AP-1 über. Durch die Gemeinde führt der Jakobsweg. In der Darstellung des Weltkulturerbes der Jakobswege nimmt Cardeñajimeno Nr. 982 ein.
Das Klima ist gemäßigt bis warm; Regen (ca. 581 mm/Jahr) fällt übers Jahr verteilt.

## Gliederung
Die Gemeinde besteht aus den Ortschaften Cardeñajimeno und San Medel.

## Bevölkerungsentwicklung
| 1981 | 1986 | 1991 | 1996 | 2001 | 2006 | 2011 | 2017 |
| ---- | ---- | ---- | ---- | ---- | ---- | ---- | ---- |
| 316  | 301  | 320  | 353  | 507  | 696  | 950  | 1086 |

## Wirtschaft
Die Region ist seit Jahrhunderten von der Landwirtschaft. 

## Sehenswürdigkeiten
- Kirche Mariä Himmelfahrt in Cardeñajimeno

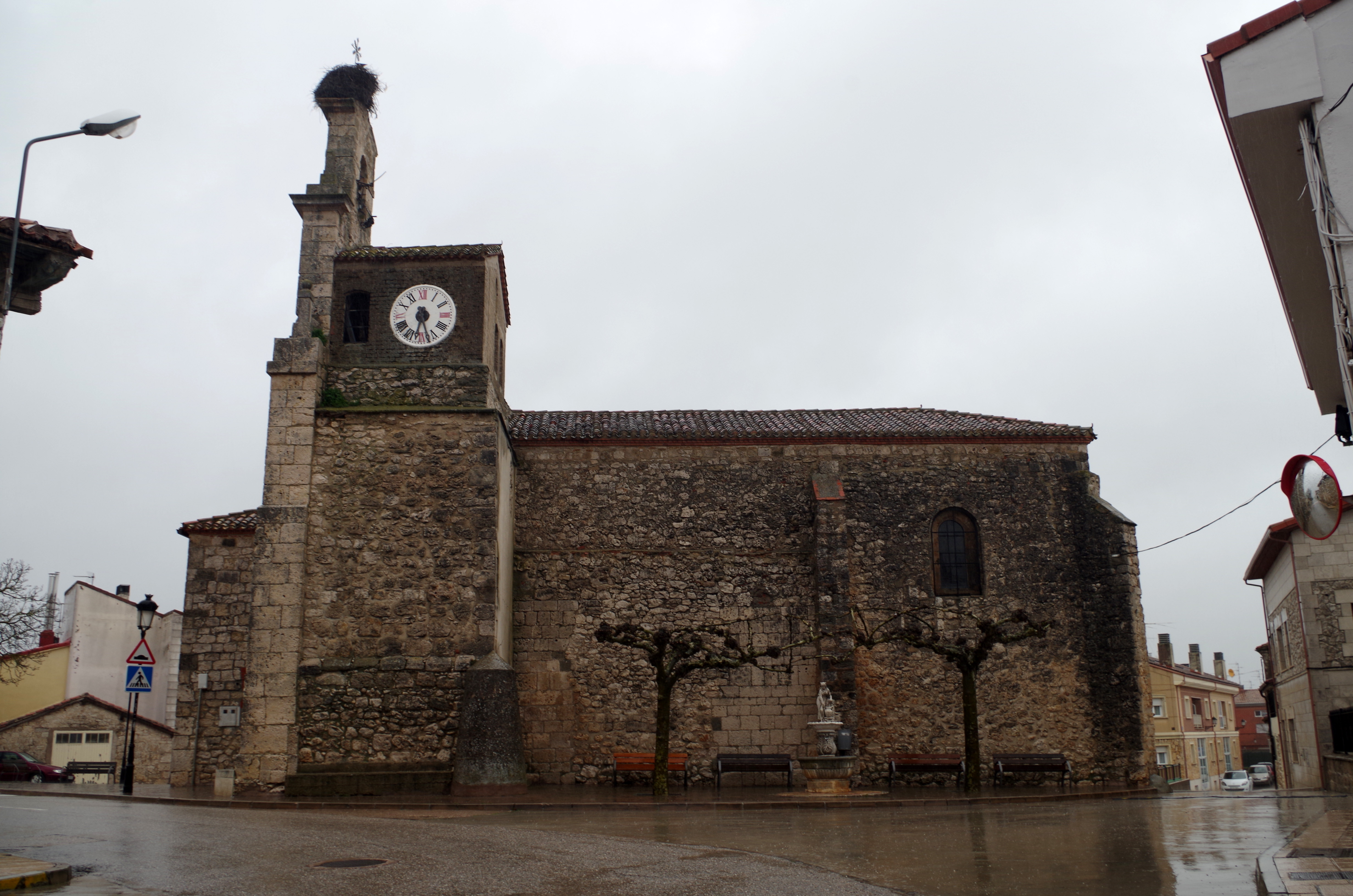
Kirche Mariä Himmelfahrt